# Abbath
Pour les articles homonymes, voir Doom Occulta.

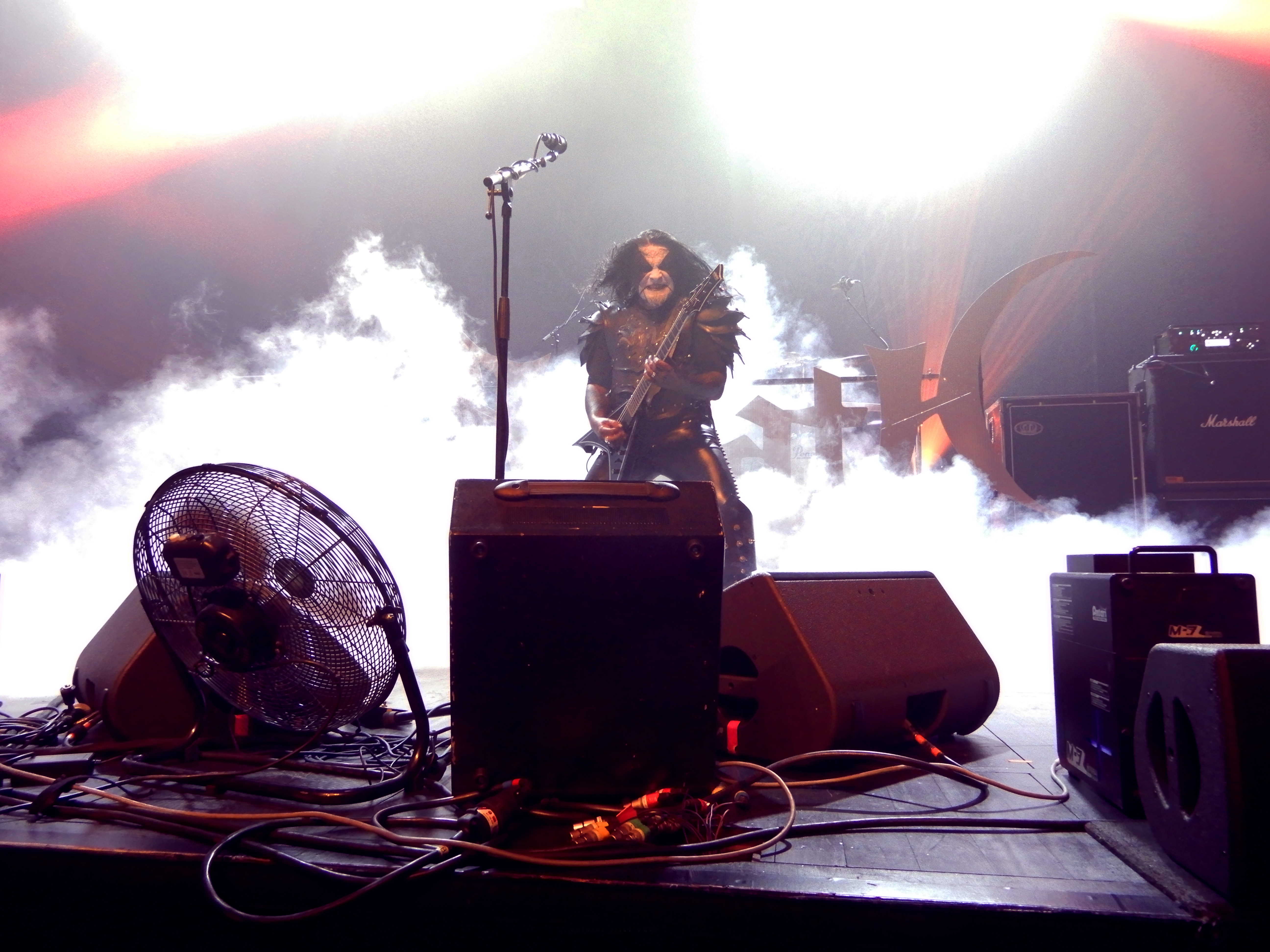
Abbath en concert à Nantes le 29 janvier 2020.

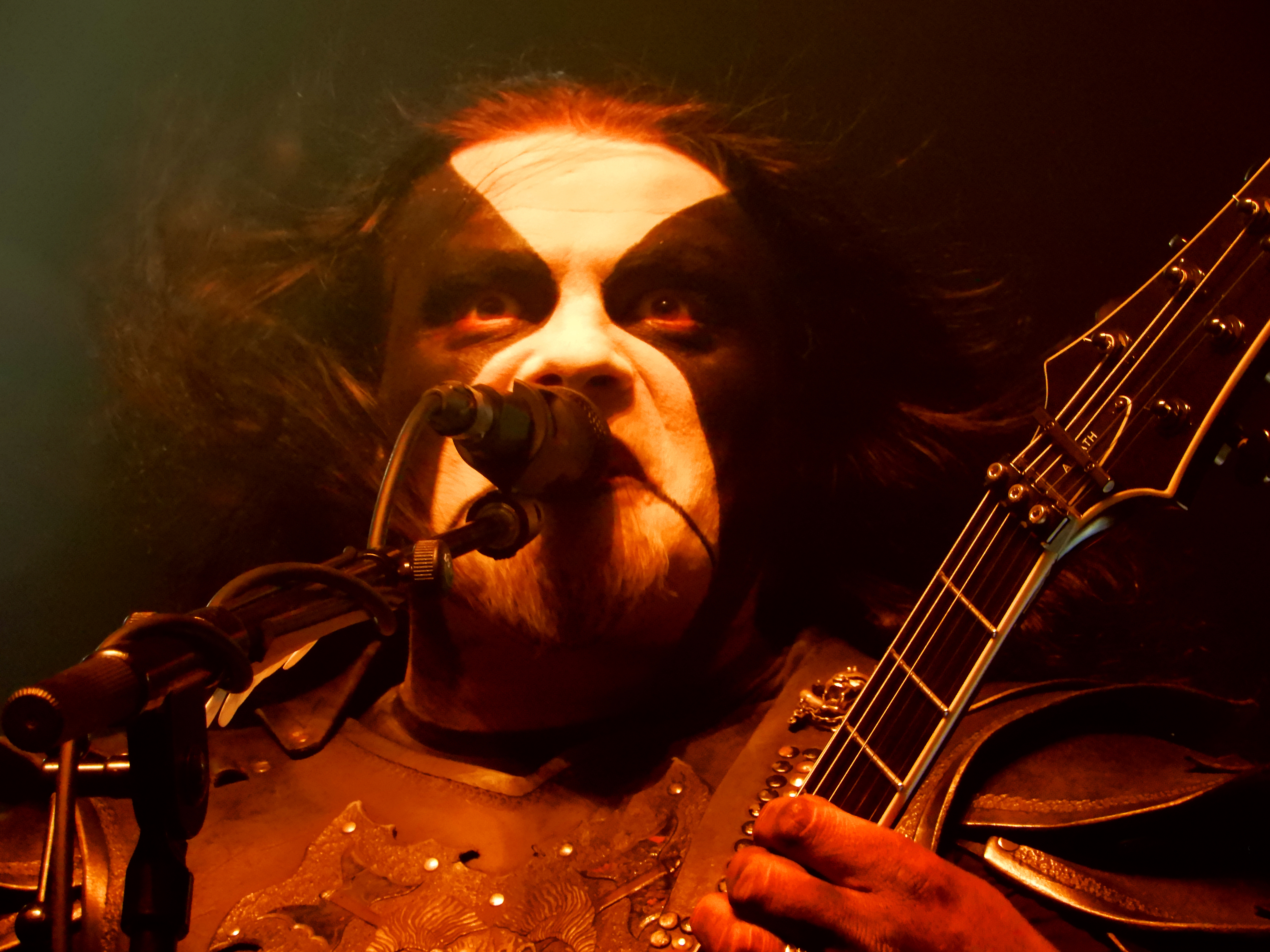
Abbath à Nantes le 29 janvier 2020.

Olve Eikemo (né le 27 juin 1973 à Bergen en Norvège), plus connu sous le nom de scène Abbath Doom Occulta ou encore Abbath, est un compositeur, chanteur et guitariste norvégien, et un des membres fondateurs du groupe réputé de black metal, Immortal. Avant de créer Immortal, Abbath fut bassiste pour l'un des premiers groupes de la scène extrême metal de Bergen, Old Funeral, avec les futurs membres d'Immortal, Demonaz et Jørn Inge Tunsberg, Varg Vikernes de Burzum, ainsi que Tore Bratseth de The Batallion (Cela dit ils n'ont pas tous fait partie du groupe en même temps). Alors qu'il participait encore au groupe Old Funeral, Abbath se joignit également au groupe de Demonaz, Amputation qui par la suite deviendra Immortal. Il joue également de la basse pour le nouveau projet de Demonaz.

## Immortal
L'histoire d'Immortal commence en 1989 en tant que groupe de death metal, Amputation. À divers moments dans l'existence d'Immortal, Abbath fut vocaliste, bassiste, guitariste, claviériste, batteur et parolier, principalement dû au manque de possibilités des différents line-up qu'il leur était possible de réaliser. Cependant, durant une longue période Abbath fut dans le groupe en tant que vocaliste, bassiste et batteur (studio) alors que Demonaz occupait le rôle de lead guitar. Ce fut le cas jusqu'à ce qu'Horgh rejoigne le groupe, alors se forma un line-up stable; mais malgré cela les problèmes continuèrent. Après la sortie de Blizzard Beasts, Demonaz fut diagnostiqué inapte à la pratique de la guitare à cause d'une tendinite, cela ne l'empêcha pas de rester en tant que parolier et manager. Ils publièrent par la suite At the Heart of Winter en 1999, cette fois avec Abbath à la guitare et à la basse, et Horgh à la batterie. Cet album marque un changement important dans les sonorités et le style musical d'Immortal. Le groupe sort en 2000 l'album Damned in Black chez Osmose Productions, avec cette fois Iscariah à la basse. Sons of Northern Darkness fut publié en février 2002 avec le même line-up. Deux mois plus tard Iscariah quitte le groupe pour se concentrer à ses propres projets musicaux. Il est remplacé par Saroth.
Peu après la sortie de Sons of Northern Darkness, les membres d'Immortal se séparèrent. Des tensions ou problèmes n'étaient pas la cause de cette séparation, un accord mutuel de tous les membres, qui déclarèrent que des raisons personnelles en étaient la cause.

Début juin 2006, le magazine allemand Rock Hard annonça qu'Abbath et Horgh se réuniraient en tant qu'Immortal. En ce qui concerne la date du retour d'Immortal sur scène, Abbath leur confia :

« One year more or less doesn't make a difference. We have all the time in the world. »
« Une année de plus ou de moins ne fait pas la différence. Nous avons tout le temps du monde. »

Immortal est reparti en tournée, le groupe a récemment participé au festival du Wacken en Allemagne, et pour la première fois en Australie et Nouvelle-Zélande en mars 2008. Un nouvel album d'Immortal est sorti en 2009.
Par la suite Abbath quittera Immortal pour fonder son propre groupe éponyme. Son départ ne fut pas une surprise, en effet, les relations entre lui et Demonaz étaient tendues : "J’ai le sentiment de m’être fait virer. Cela n’a jamais été mon intention de m’engager dans une carrière solo, mais j’ai vraiment le sentiment que j’ai été forcé de le faire. Apparemment ils vont continuer (en tant qu’IMMORTAL) sans moi et c’est très bien – mais c’était vraiment décevant que personne, même pas Nuclear Blast (le label du groupe), ne souhaite écouter ma version de l’histoire."

## Équipement
Autrefois, Abbath jouait sur une copie de GHL Jackson Randy Rhoads qu'il modifia à l'aide de nouveaux micros, circuits, et une peinture personnalisée. Actuellement, il utilise principalement une ESP LTD DV8-R Dave Mustaine Model à laquelle il a rajouté un vibrato Floyd Rose. Il utilise des amplis ENGL Powerball.
Dans un numéro de Guitar World et lors d'une interview avec Abbath, il est mentionné que celui-ci est sponsorisé par ESP.

## I
En 2006, Abbath démarre un nouveau groupe simplement appelé "I". Abbath est le chanteur et guitariste de "I", ensuite rejoint par un ancien batteur d'Immortal, Armagedda, le bassiste King de Gorgoroth, le guitariste Ice Dale d'Enslaved, avec l'aide de Demonaz en tant que parolier. Leur premier album Between Two Worlds est sorti en 2006.

## Bömbers
Bömbers est un groupe hommage à Motörhead formé en 1996. Abbath s'occupe du chant et de la basse, Tore (ancien membre d'Old Funeral) y est le guitariste, et Pez (Punishment Park) assure le poste de batteur. Lors de l'Inferno Metal Festival de 2007, Abbath rejoignît le groupe de thrash metal allemand Sodom sur scène et interpréta une reprise de Motörhead, Ace of Spades.